# رؤیای آمریکایی (کمیک)
رؤیای آمریکایی (به انگلیسی: American Dream) یک شخصیت تخیلی و ابرقهرمانانه در کتاب‌های کامیک می‌باشد. این کاراکتر به دست تام دی‌فالکو و برنت اندرسون خلق شده و در الف-بعدی شماره ۴ام (۱۹۹۹) معرفی شد.
جدا از کتاب‌های کامیک، شرکت مارول از رؤیای آمریکایی در دیگر کالاهای خود از جمله پوشاک، اسباب‌بازی، ورق بازی، انیمیشن‌های تلویزیونی و بازی‌های رایانه‌ای استفاده کرده است.
لباس رؤیای آمریکایی شباهت بسیار زیادی به کاپیتان آمریکا داشته و مانند او یک سپر نابود نشدنی دارد.